# Allahina
 (mai 2025).
Allahina est une commune malienne, située dans le pays  de la Bakhounou, de l'arrondissement central de Ballé, dans le cercle de Ballé, et la région de Nara.

## Villages
La commune s'étend sur 8 localités relevées lors du recensement général de 2009. 
Les villages les plus peuplés sont :
- Allahina (3 152 habitants) ;
- Djiguibougou (2 179 habitants) ;
- Diorone (1 925 habitants).